# Pascal Bonafoux
Pascal Bonafoux é um escritor, crítico e historiador de arte francês.
Autor de numerosos ensaios dedicados à arte e residente da Academia da França em Roma de 1980 a 1981, colaborou com vários jornais e revistas. Curador de exposições na França e no exterior. ele também foi professor de história da arte na Universidade Paris 8 Vincennes Saint-Denis.
Ele é especialista em autorretratística. A Academia Francesa lhe concedeu o Prix Charles-Blanc, em 1986.

## Biografia
Bonafoux nasceu em Paris em 1949. Após sua tese de doutorado L'autoportrait dans la peinture occidentale (Autorretrato na Pintura Ocidental), residiu na Villa Medici, na Itália, de 1980 a 1981, onde escreveu ensaios para a Academia Francesa em Roma e se apaixonou por este país – o gênio de Leonardo da Vinci, Michelangelo ou Giuseppe Verdi; a beleza de suas igrejas e palácios; o charme de suas praças, terraços e vielas. Desde então, ele continuou a viajar pela península para explorar sua rica arte e cultura.
Formado em literatura e história da arte pela Universidade de Paris (Sorbonne), Bonafoux iniciou sua carreira como professor e pesquisador, tendo trabalhado em diversas instituições, incluindo a Universidade de Paris VIII. Foi também responsável por missões culturais no exterior, notadamente no leste europeu, como conselheiro cultural.
Seu nome ganhou notoriedade nos anos 1980 com a publicação de livros ensaísticos sobre grandes nomes da pintura europeia, entre eles Van Gogh]: Le soleil en face (1987), um sucesso editorial traduzido para várias línguas. Bonafoux também escreveu com frequência para jornais e revistas de prestígio, como Le Monde, Le Nouvel Observateur e Art Press, além de colaborar com catálogos de exposições.
Um de seus temas de pesquisa mais recorrentes é o autorretrato, sobre o qual escreveu o influente Les Peintres et l'autoportrait, no qual traça uma história crítica e visual da prática autorrepresentativa desde o Renascimento até o século XX.
Ao longo de sua trajetória, Pascal Bonafoux tem se destacado como um dos principais mediadores entre a história da arte acadêmica e o público geral, reunindo em sua obra rigor, sensibilidade e um notável gosto pela narrativa.

## Obras (seleção)
Pascal Bonafoux é autor de vários ensaios sobre arte e dedicou diversas obras ao Impressionismo.
- Rembrand, autoportrait, Skira, 1985, 159 p. (ISBN 2-605-00067-2)
- Van Gogh : Le soleil en face, Gallimard, 1987, 176 p. (ISBN 978-2070530397)
- Cézanne : les natures mortes, Herscher, 1993, 62 p. (ISBN 978-2733502204)
- De Manet à Caillebotte : l’impressionnisme à Gennevilliers, Plume, 1993 (ISBN 978-2908034905)
- Bazille : les plaisirs et les jours, Herscher, 1994, 64 p. (ISBN 978-2733502402)
- Cézanne portrait, Éditions Hazan, 1998, 296 p. (ISBN 978-2850254000)
- Moi je, par soi-même : l'autoportrait au XXe siècle (préf. Jorge Semprún), Éditions Diane de Selliers, coll. « Synthèses Historiques », 2004, 446 p. (ISBN 2-903656-29-0)
- Chefs-d'œuvre de la Collection Phillips, Gallimard, coll. « Découvertes Gallimard », 2005, 48 p. (ISBN 978-2070319534)
- Rembrandt : Le clair, l'obscur, Gallimard, coll. « Découvertes Gallimard », 2006, 176 p. (ISBN 978-2070327584)
- Correspondances impressionnistes, Éditions Diane de Selliers, coll. « DIANE de Selliers luxe », 2008, 462 p. (ISBN 978-2903656454) (« Du côté des peintres », enrichie par les propos et les lettres des artistes et des critiques d’art)
- Renoir, Éditions Éditions Perrin, 2009, 324 p. (ISBN 978-2262027315)
- Monet, peintre de l’eau, Le Chêne, 2010 (ISBN 978-2812303128)
- Dictionnaire de la peinture par les peintres, Éditions Perrin, coll. « Synthèses Historiques », 2012, 400 p. (ISBN 978-2262032784)
- Les Impressionnistes : portraits et confidences, Skira, 2008, 191 p. (ISBN 978-2605000807)
- Les Carnets de Degas, Le Seuil, 2013, 159 p. (ISBN 978-2-7177-2562-9)
- Portraits de Rembrandt, Le Seuil, 2019, 160 p. (ISBN 978-2021385465)
- Autoportraits cachés, Le Seuil, 2020, 240 p. (ISBN 978-2021438857)